# 우치오토모촌
우치오토모촌(内小友村)은 아키타현 센보쿠군에 있던 촌으로, 다이센시의 오아자이다.우편번호는 014-0073이다. 

## 지리
센베이 시 중심부 남서쪽에 위치한다.동쪽으로 후지키·가쿠마가와 정, 서쪽·북쪽으로 남외, 북쪽으로 로쿠고 니시네·오마가리 니시네, 남쪽으로 요코테 시 오모리 정 이타이다와 인접한다.아키타 자동차도가 남동쪽에서 북서쪽으로 통과, 국도 105호·오마가리 도로(혼조 오마가리 도로)가 동서로 횡단하고, 교차점에는 오마가리 인터체인지가 소재한다.
.

## 역사
- 1889년 4월 1일 - 정촌제 시행에 의해 3촌의 구역으로 우치오토모촌이 성립하였다.
- 1954년 5월 3일 - 오마가리정·하나다테촌·우치코토모촌·오카와니시네촌·후지키촌·요쓰야촌과 함께 합병해 오마가리시가 성립하였다. 동일 우치오토모촌은 폐지되었다.
- 2005년 3월 31일 - 가미오카 정·니시센보쿠 정·나카센 정·교와 정·난가이 촌·센보쿠 정·오타 정과 합병해 다이센시가 성립하였다.

## 교통

### 도로
- 아키타 자동차도 - 오마가리 나들묵
- 국도 105호선
- 아키타현도 36호선 오마가리 오모리바고선